# Montenegrinische Davis-Cup-Mannschaft
Die montenegrinische Davis-Cup-Mannschaft ist die Tennisnationalmannschaft Montenegros.

## Geschichte
2007 nahm Montenegro erstmals am Davis Cup als eigenständige Nation teil. Von 1927 bis 2006 war die Mannschaft Teil des jugoslawischen bzw. der serbisch-montenegrinischen Mannschaft. Bester Spieler der Mannschaft ist Goran Tošić mit 17 Siegen in insgesamt 17 Begegnungen. Er ist damit gleichzeitig Rekordspieler seines Landes.